# شیخ‌الحکماء کازرونی
میرزا محمد حسین، فرزند علی محمد کازرونی ملقب به شیخ الحکماء و ناظم الحکماء از اطباء و حکما و شعرا و دانشمندان معاصر فارس است. صاحب اعلام شیعه می‌نویسد:«در نجف فقه و اصول و فلسفه و غیرها را بیاموخت و از استادش میرزا محمد علی رشتی چهار دهی، اجازه اجتهاد گرفت. علم طب را از پدرش آموخت و در تمام رشته‌های علوم انسانی وارد و تحصیل کرد و در اکثر علوم مخصوصا فلسفه و علم الادیان متبحر شد و ملقب به شیخ الحکماء گشت، در تاریخ نیز دست داشت. از عراق عرب به بوشهر آمده در آنجا ساکن گردیده.» آقای آدمیت می‌نویسد:«مردی دانشمند و نویسنده‌ای توانا و طبیبی حاذق بود، از راه طبابت اعاشه می‌کرد. طبع شعری هم داشت از او دیوانی در حدود دو هزار بیت باقی‌مانده. کتابی قطور در تاریخ و جغرافیای شهر کازرون به سبک فارس نامه ناصری و آثار عجم نوشته و تصاویر زیادی در آن آورده که خود نقاشی کرده بود.» و سپس می‌افزاید که این کتاب را در کودکی در منزل مرحوم شیخ الحکماء دیده‌است.
تالیفات:
۱- ملکوت السماء فی رد النصاری
۲- ناسخ الآثار در تاریخ بوشهر
۳- رساله‌ای در نبض
۴- تاریخ و جغرافیای کازرون
۵- دیوان اشعار
به سال ۱۳۳۴ قمری در بندر بوشهر به رحمت حق پیوست و همان جا به خاک سپرده شد."
او در دوره ناصری به بندرعباس مهاجرت و از معاریف آنجا محسوب بود و فرزند وی به نام حاج عبدالکریم مشهور به شبل الحکما از معاریف و ادباء و صاحب روزنامه در شهر بندرعباس بود . اعقاب او نام خانوادگی شبل یا شبل الحکماء را دارا میباشند و همچنین شاخه ای از خاندان صفا (از طرف ازدواج عبدالرحیم صفا درگیری با عصمت الملوک شبل) ساکن بندرعباس نیز از نوادگان شیخ الحکماء محسوب میگردند .